# كاتالين نوفاك
كاتالين نوفاك (مواليد 6 سبتمبر 1977) هي سياسية مجرية والرئيسة المنتخبة للمجر بعد أن تم انتخابها في الانتخابات الرئاسية لعام 2022. وهي عضوة في حزب فيدس – الاتحاد المدني المجري. شغلت في السابق منصب وزيرة شؤون الأسرة في حكومة أوربان الرابعة من عام 2020 حتى عام 2021.
نوفاك هي أول امرأة تشغل منصب الرئاسة في المجر (هنغاريا)، وكذلك أصغر رئيس في تاريخ المجر.
وفي 10 فبراير 2024 استقالت كاتالين نوفاك من منصب الرئاسة في المجر ( هنغاريا) نتيجة تعرضها لضغوط واسعة بسبب عفوها عن شخص متهم بالمساعدة في التستر على قضية اعتداء جنسي في دار للأطفال.

## سيرتها
- هي واحدة من أكثر النساء نفوذا في المجر ، حسب اختيارها من مجلة فوربس العالمية مؤخراً، من مواليد 6 سبتمبر 1977م.
- أكملت تعليمها الثانوي في مدرسة ساغفاري إندري الثانوية في سيجد في عام 1996م.
- درست في الجامعة الوطنية للخدمة العامة (NKE) في بودابست ، وجامعة سيجد ، كما درست القانون في باريس وحصلت على الدكتوراة.
- بدأت نوفاك حياتها المهنية في الحكومة عام 2001 كمستشارة في وزارة الخارجية، لكنها غادرت في عام 2003.
- بعد ذلك، أمضت الخبيرة الاقتصادية ست سنوات في تربية أطفالها في المنزل (جزئيًا في ألمانيا) قبل أن تصبح مستشار وزير الخارجية عام 2010 ، ورئيس ديوان وزير الموارد البشرية عام 2012.
- نوفاك تتحدث أربع لغات أجنبية ، بالإضافة إلى لغتها الأم المجرية ، هي الإنجليزية والفرنسية والألمانية بطلاقة ، كما أنها تتقن اللغة الإسبانية.
- في عام 2014، أصبحت وزيرة الدولة لشؤون الأسرة والشباب في وزارة القدرات البشرية، ثم أصبحت وزيرة شؤون الأسرة في أكتوبر 2020، وهو المنصب الذي شغلته حتى ديسمبر 2021.
- شغلت منصب نائب رئيس حزب فيدس بين عامي 2017 و2021.
- هي عضو ملتزم في حزب فيدس الحاكم، كما أنها من فرسان وسام جوقة الشرف الفرنسية، وحصلت على وسام صليب الضباط من وسام الاستحقاق لجمهورية بولندا، وهي:
- سفير خدمة الإصلاح الخيري.
- رئيس الشبكة السياسية للقيم.
- نائبة رئيس لجنة المرأة في الاتحاد الديمقراطي الدولي، والاتحاد الدولي للمرأة الديمقراطية.
- ورئيسة نادي نساء من أجل المجر وحركة نساء من أجل الأمة المجرية.
- عضو مؤسس وعضو في المجلس الاستشاري لجمعية الشباب الألماني المجري.
- هي أيضًا واحدة من السياسيين الأكثر تفاعلاً على مواقع التواصل الاجتماعي. كما أنها تنشر الكثير عن حياتها الخاصة. تشير دائمًا في مشاركاتها إلى أنها ربة منزل أيضًا. إنها تخبز وتحيك وتطبخ وتنظف النوافذ وتربي الأبناء وتحتفل بنجاحاتهم، في أوقات فراغها ، تستمتع بالقراءة والجري لمسافات طويلة، بما في ذلك سباقات الماراثون.
- هي رئيسة دولة المجر مُنذ 10 مايو 2022م بعد حصولها على 137 صوتًا من أصل 188 صوتًا في البرلمان ، وهي أول امرأة تشغل منصب الرئاسة في المجر،[5] وكذلك أصغر رئيس في تاريخ المجر.[9][10]

## حياتها الشخصية
كاتالين نوفاك متزوجة ولديها ثلاثة أطفال. زوجها هو الخبير الاقتصادي إستفان فيريس، مدير إدارة السوق المالية وسوق الصرف الأجنبي في البنك الوطني المجري (MNB).

## الانتخابات الرئاسية
انتخبت الجمعية الوطنية الهنغارية في اجتماع عقد، يوم الخميس، وزيرة شؤون الأسرة والشباب والعلاقات الدولية كاتالين نوفاك، رئيسة جديدة للبلاد، وأصبحت بذلك أول امرأة تشغل هذا المنصب.
وكانت نوفاك تشغل كذلك منصب نائب رئيس الحزب الحاكم "فيدس" الذي يتزعمه رئيس الوزراء فيكتور أوربان.
وصوت لصالحها 137 نائباً من أصل 199 في 10 مارس 2022 وتولت منصبها في 10 مايو 2022.
وتنافس مع نوفاك البالغة من العمر 44 عاماً في الانتخابات، الاقتصادي بيتر رونا البالغ من العمر 80 عاماً والمرشح من جانب الائتلاف المعارض.

## الأوسمة والجوائز

### محلي:
- وسام القديس ستيفن المجري (2022) وفقًا لدستور المجر، قانون CCII/2011، يتلقى رئيس المجر وسام القديس ستيفن المجري بحكم منصبه.[13]
- الصليب الكبير مع سلسلة وسام الاستحقاق المجري (2022) وفقًا لدستور قانون CCII/2011 المجري، يتلقى رئيس المجر الصليب الأكبر مع سلسلة وسام الاستحقاق المجري بحكم منصبه.[13]

#### دولي:
- فرنسا: فارس (شوفالييه) من وسام جوقة الشرف الوطني (2019).[14]
- بولندا: وسام صليب القائد من وسام الاستحقاق لجمهورية بولندا (2019).[15]
- البحرين: وسام الشيخ عيسى بن سلمان آل خليفة من الدرجة الأولى (2023)[16]
- البرتغال: الياقة الكبرى من وسام الأمير هنري (2023)[17]

#### الأسرة الحاكمة:
- آل بوربون: سيدة الصليب الأكبر من وسام فرانسيس الأول الملكي (2023)

## الصور

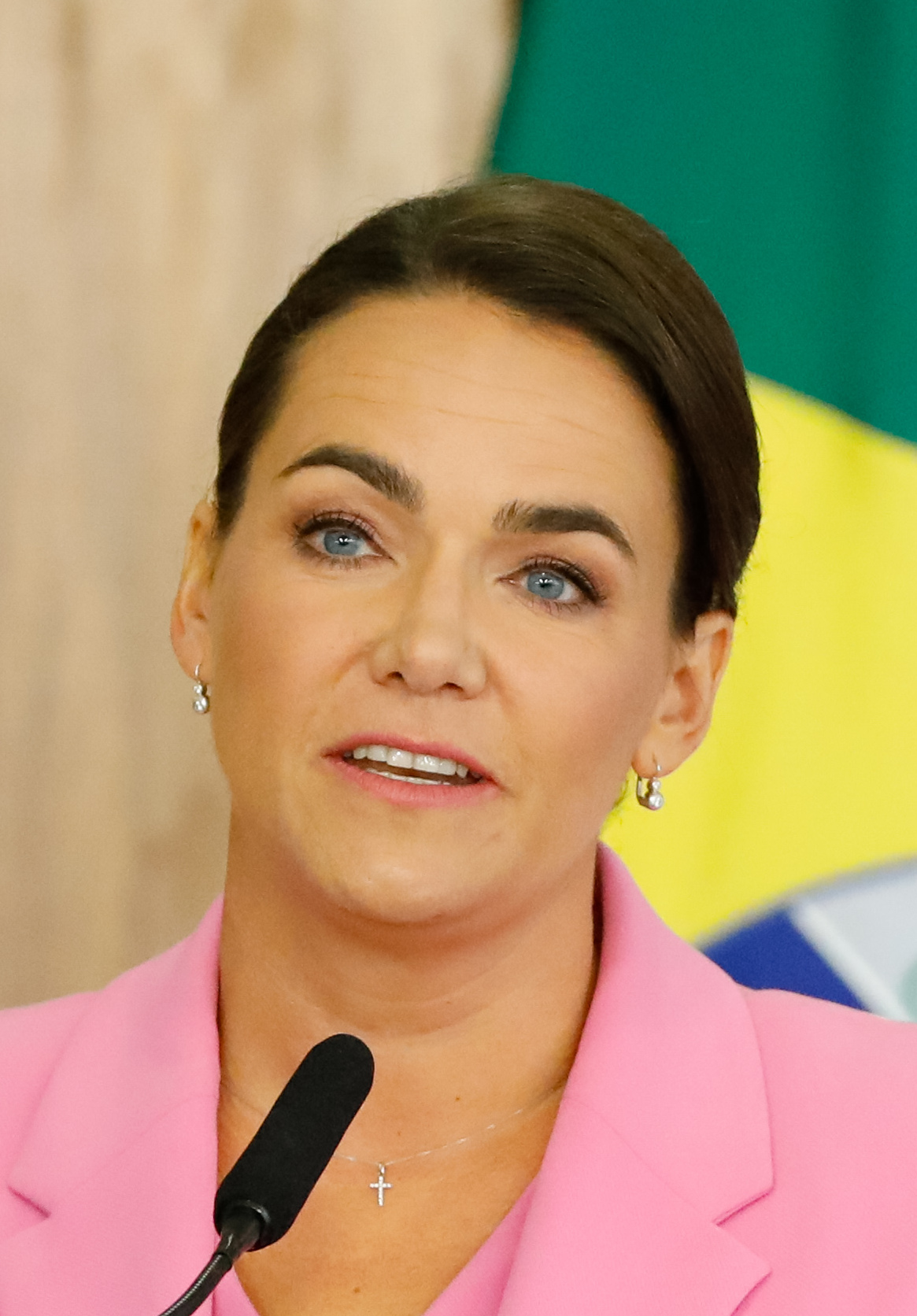
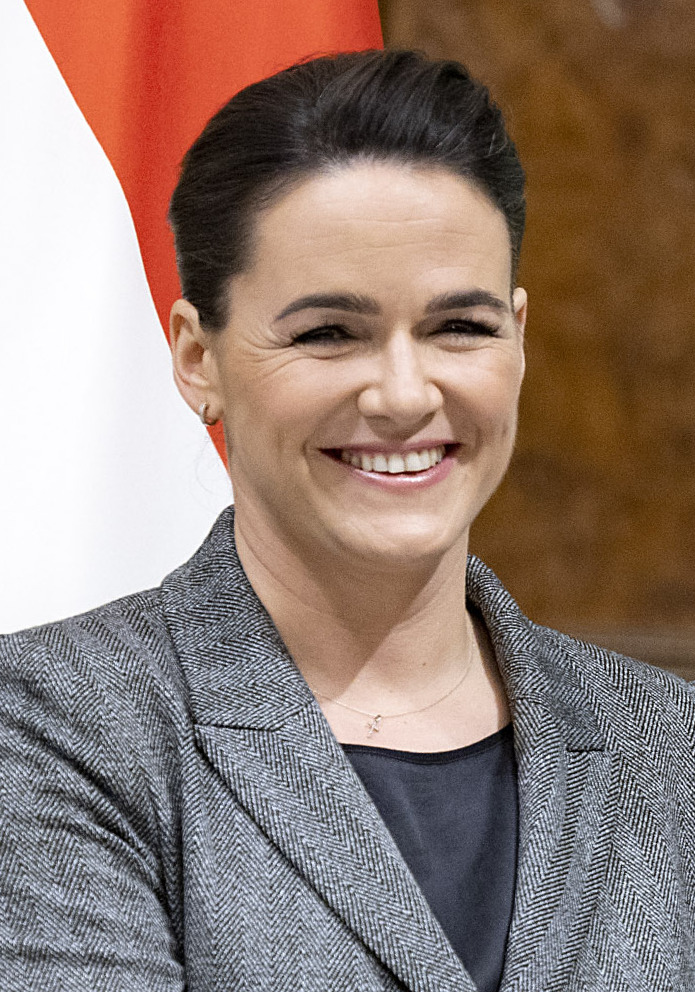
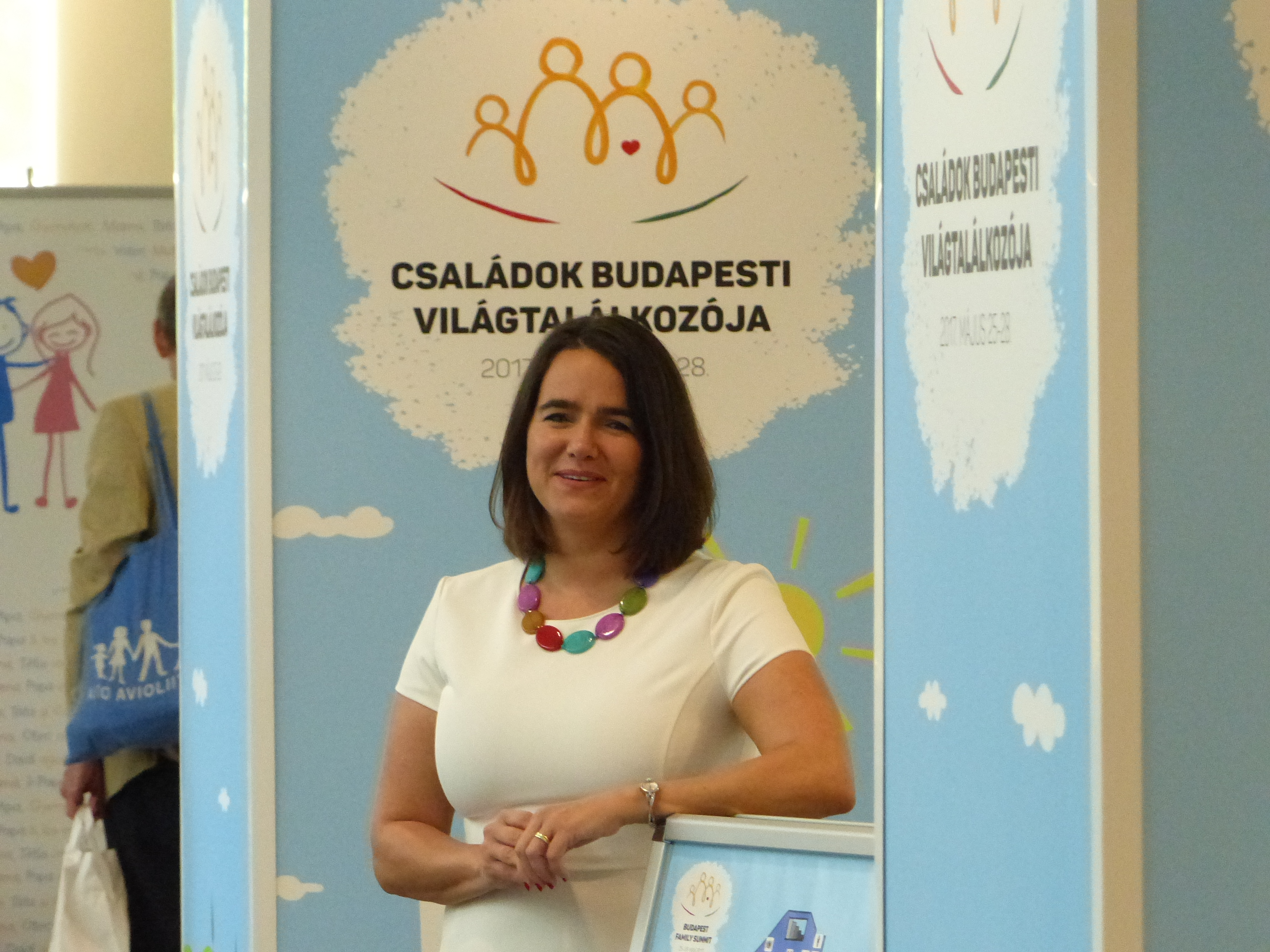
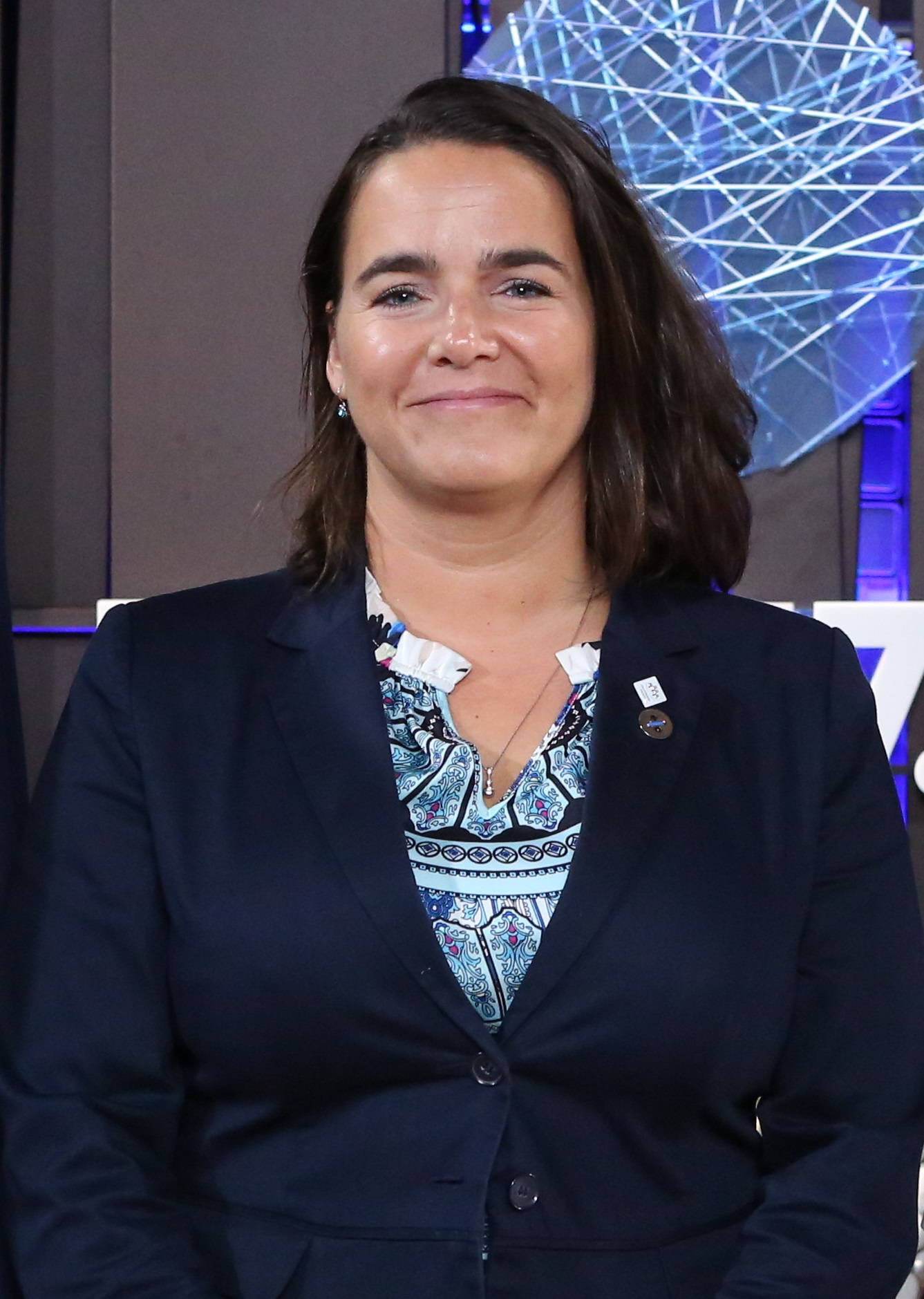
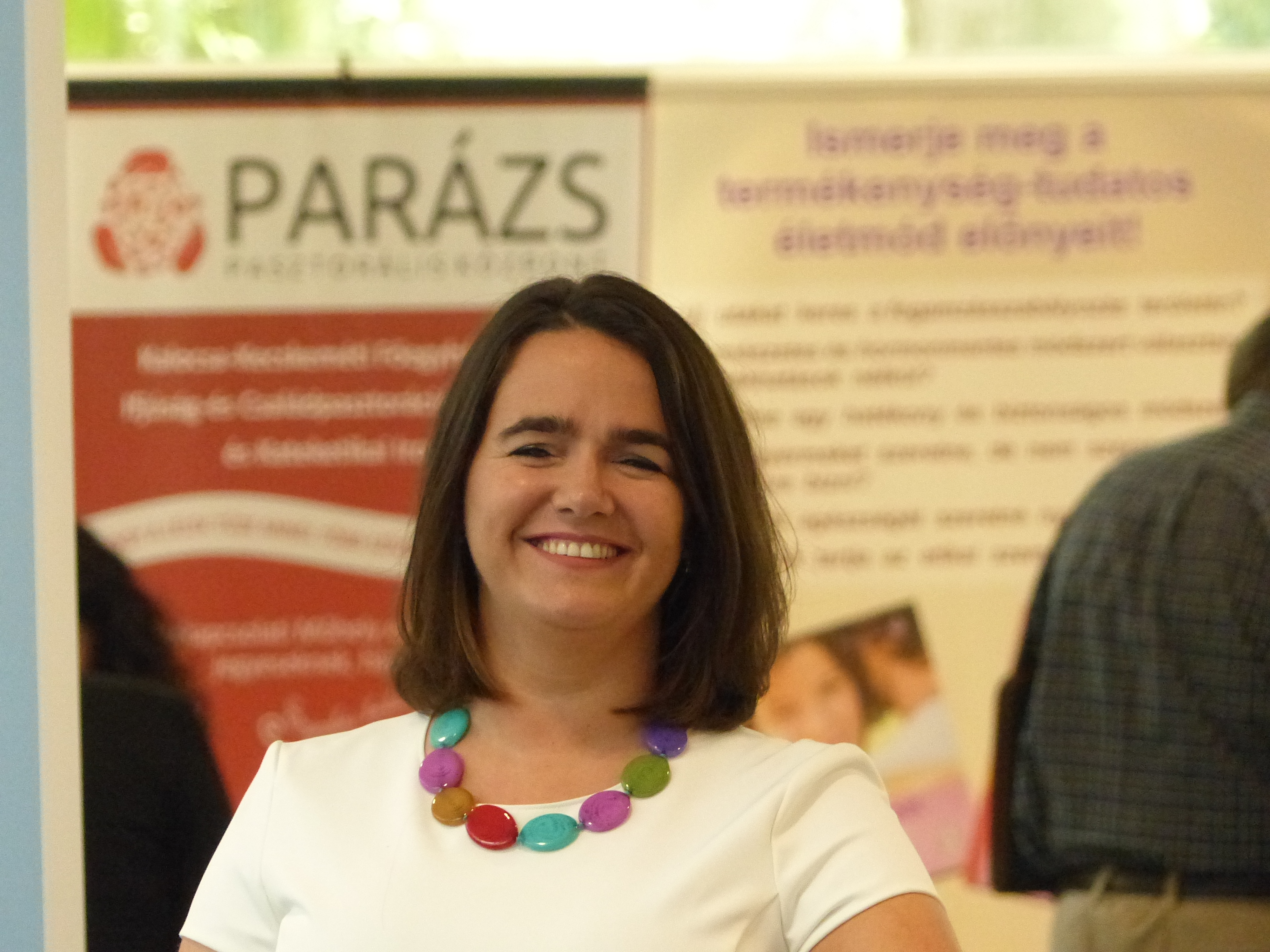
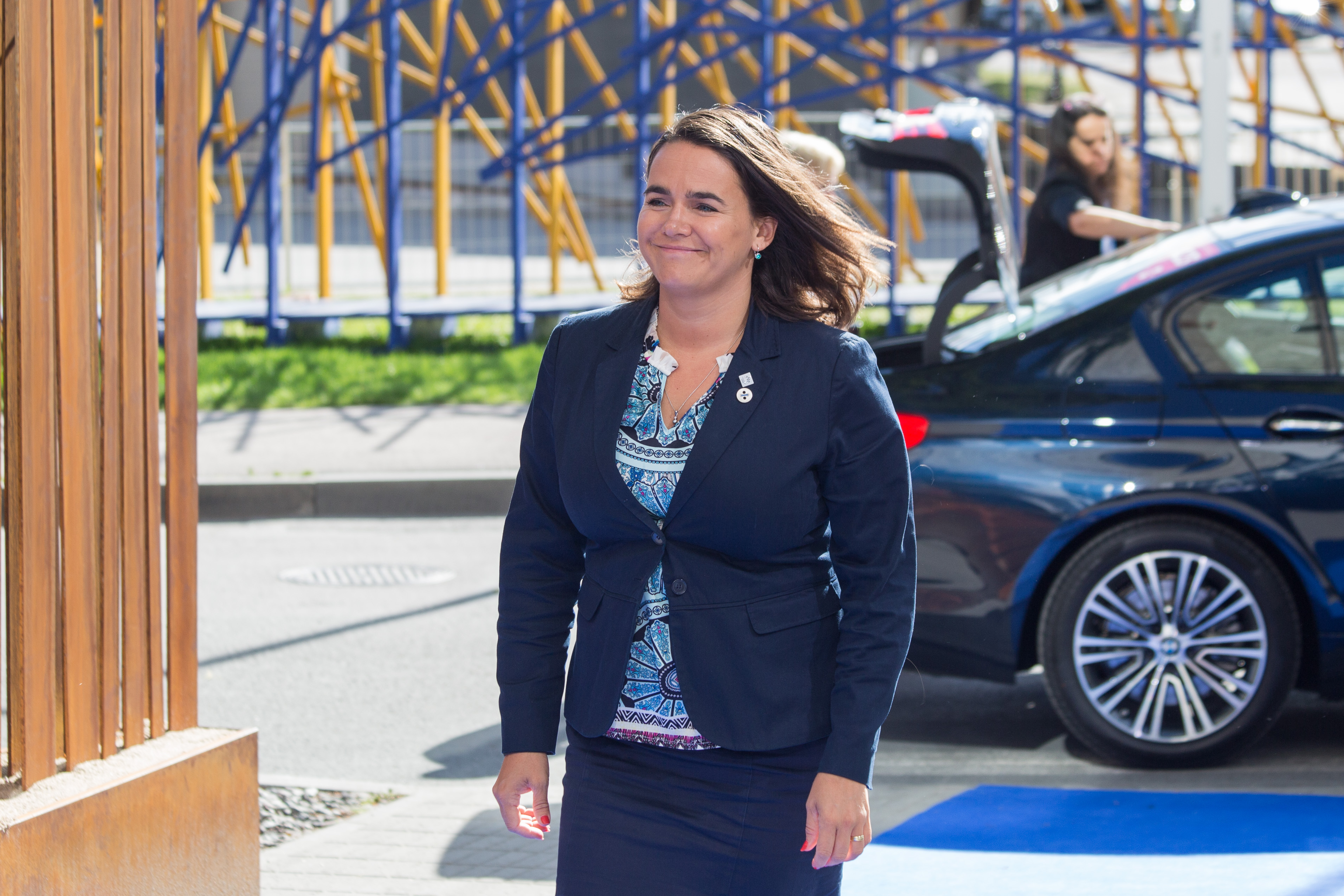
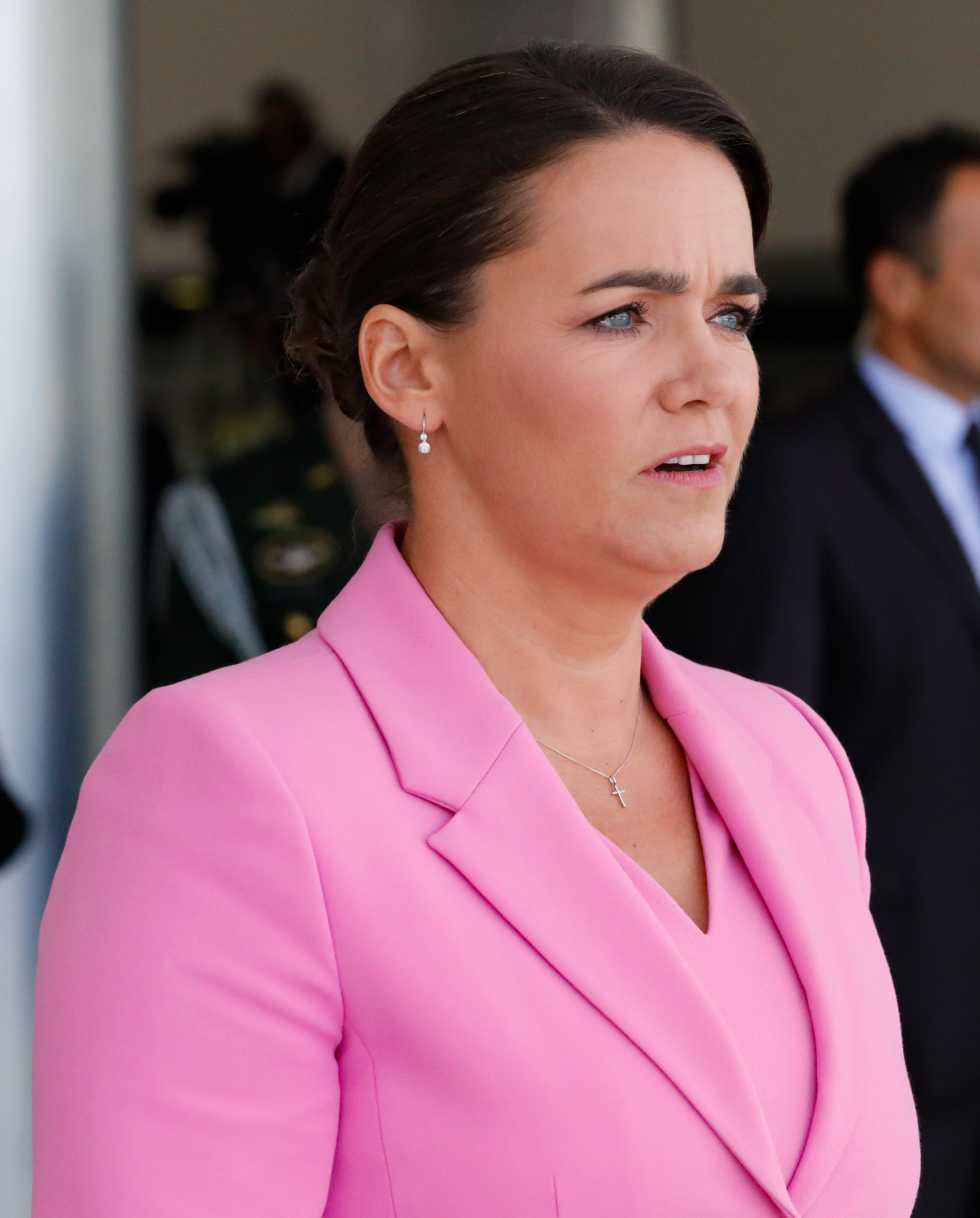
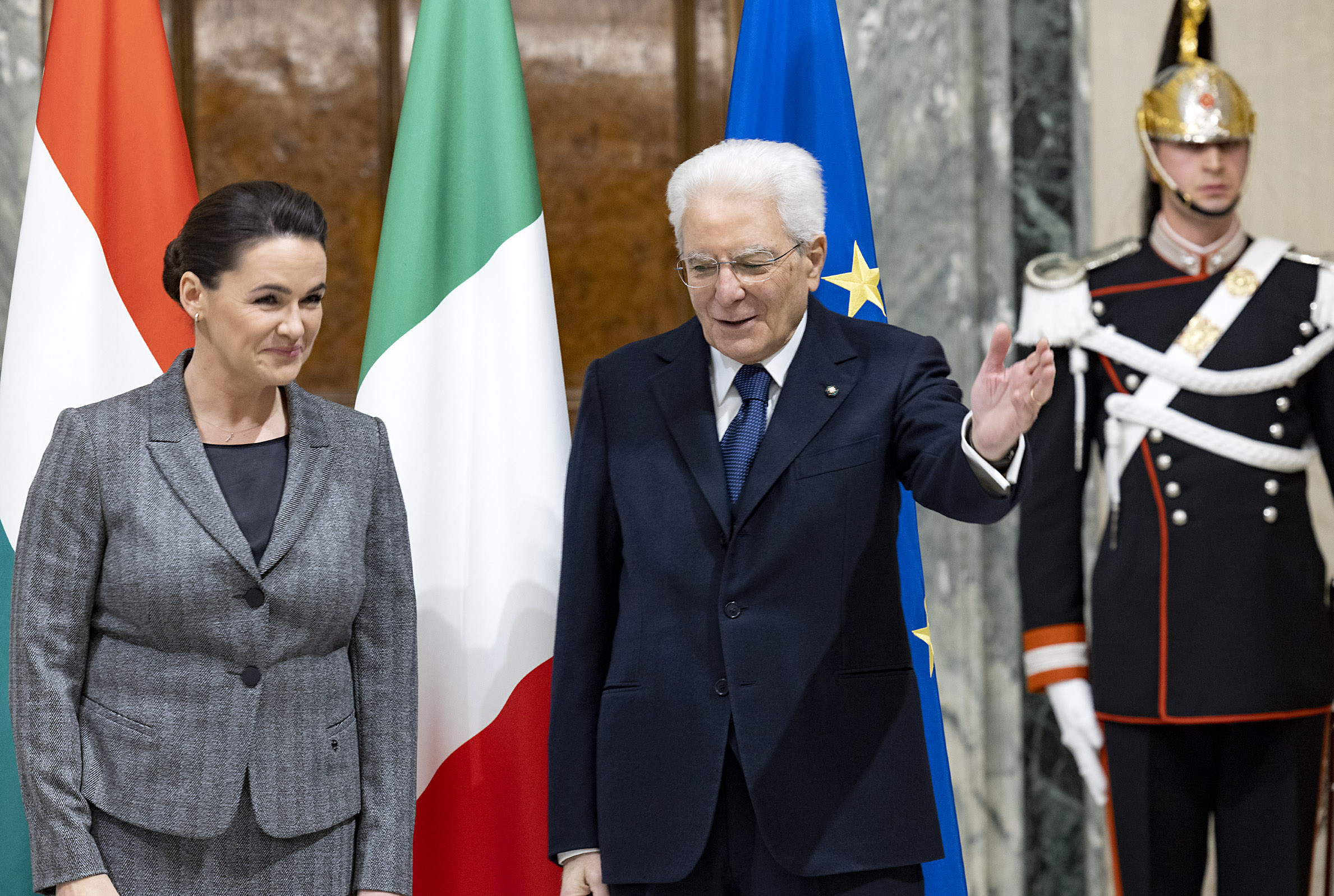
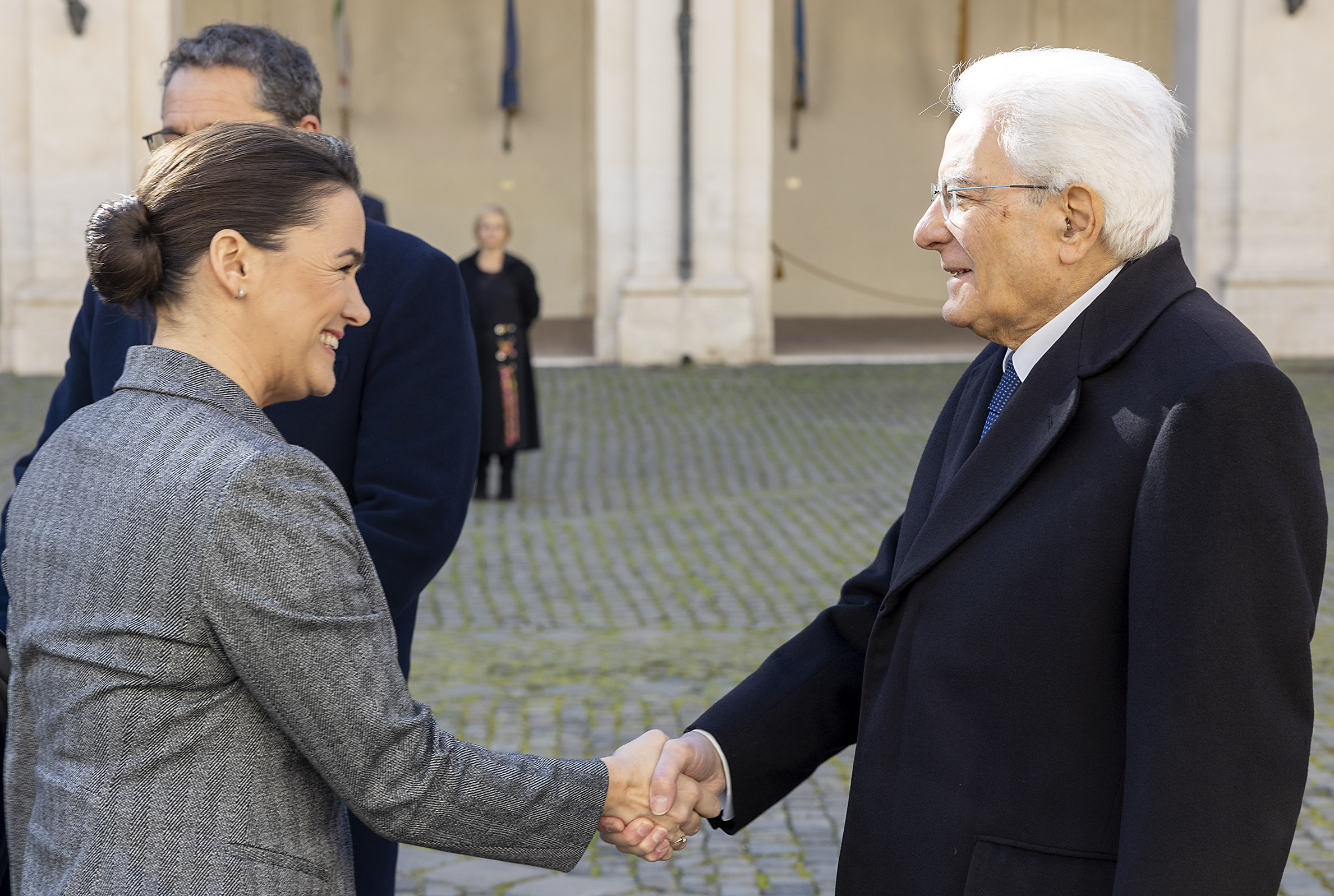
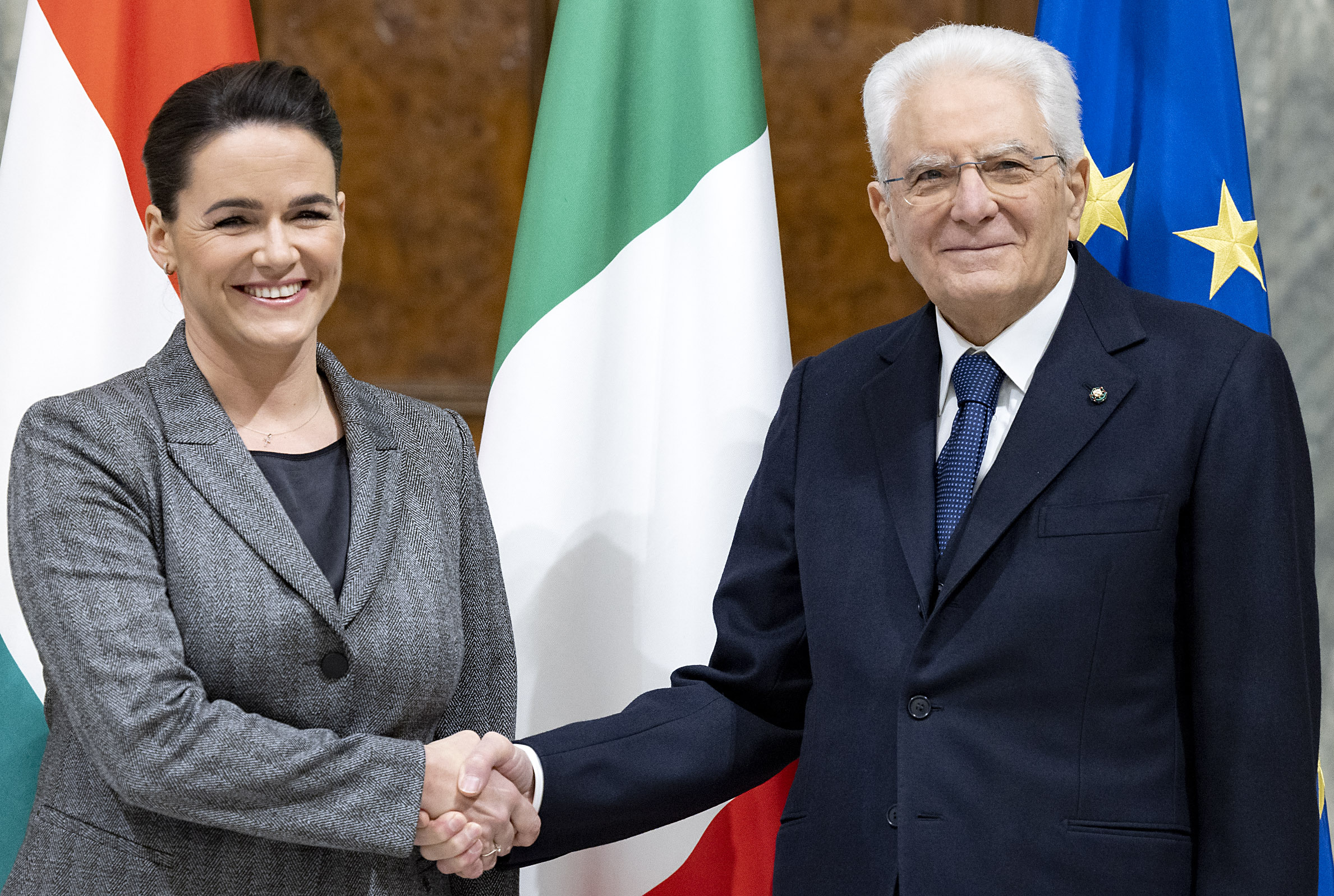
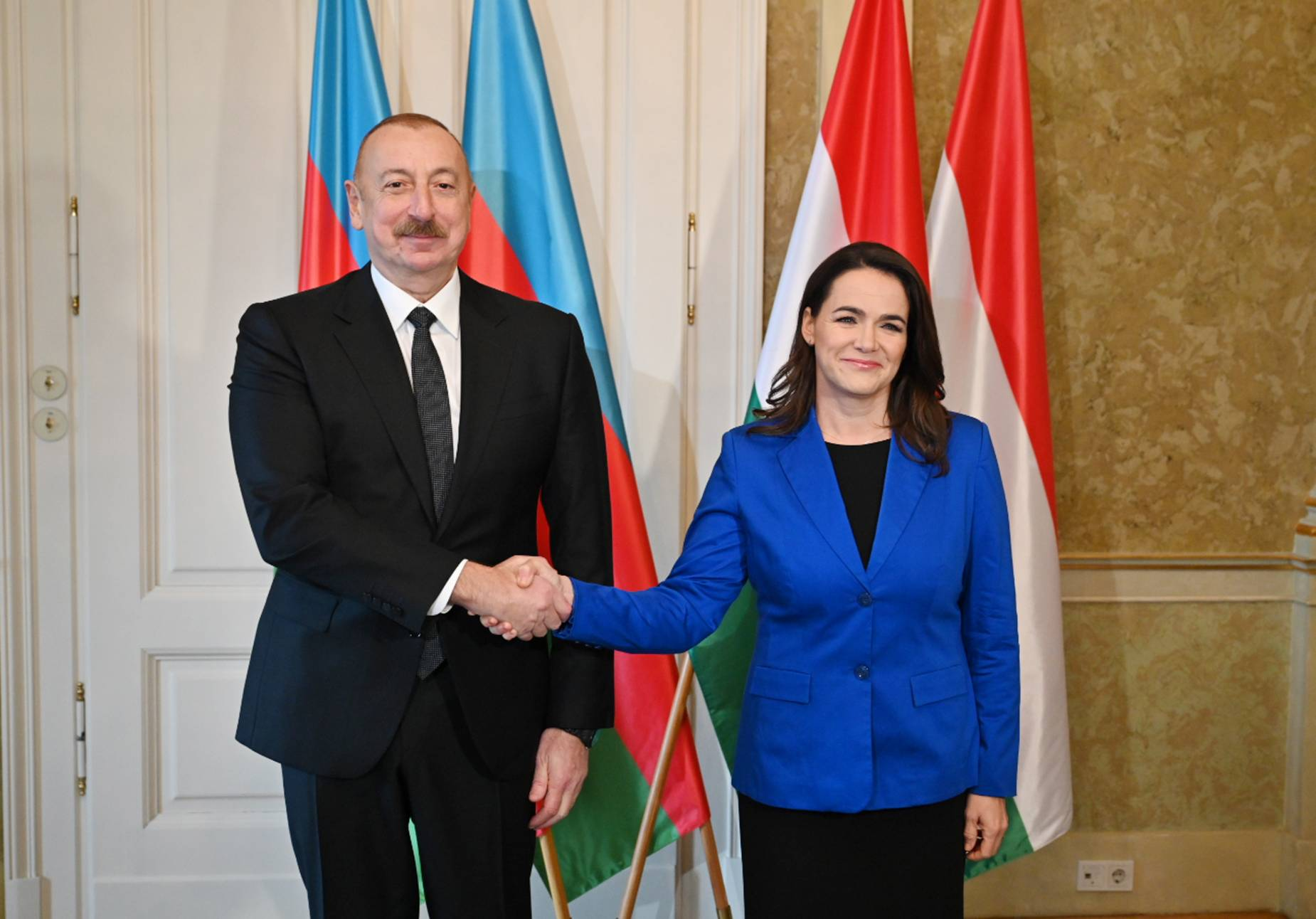
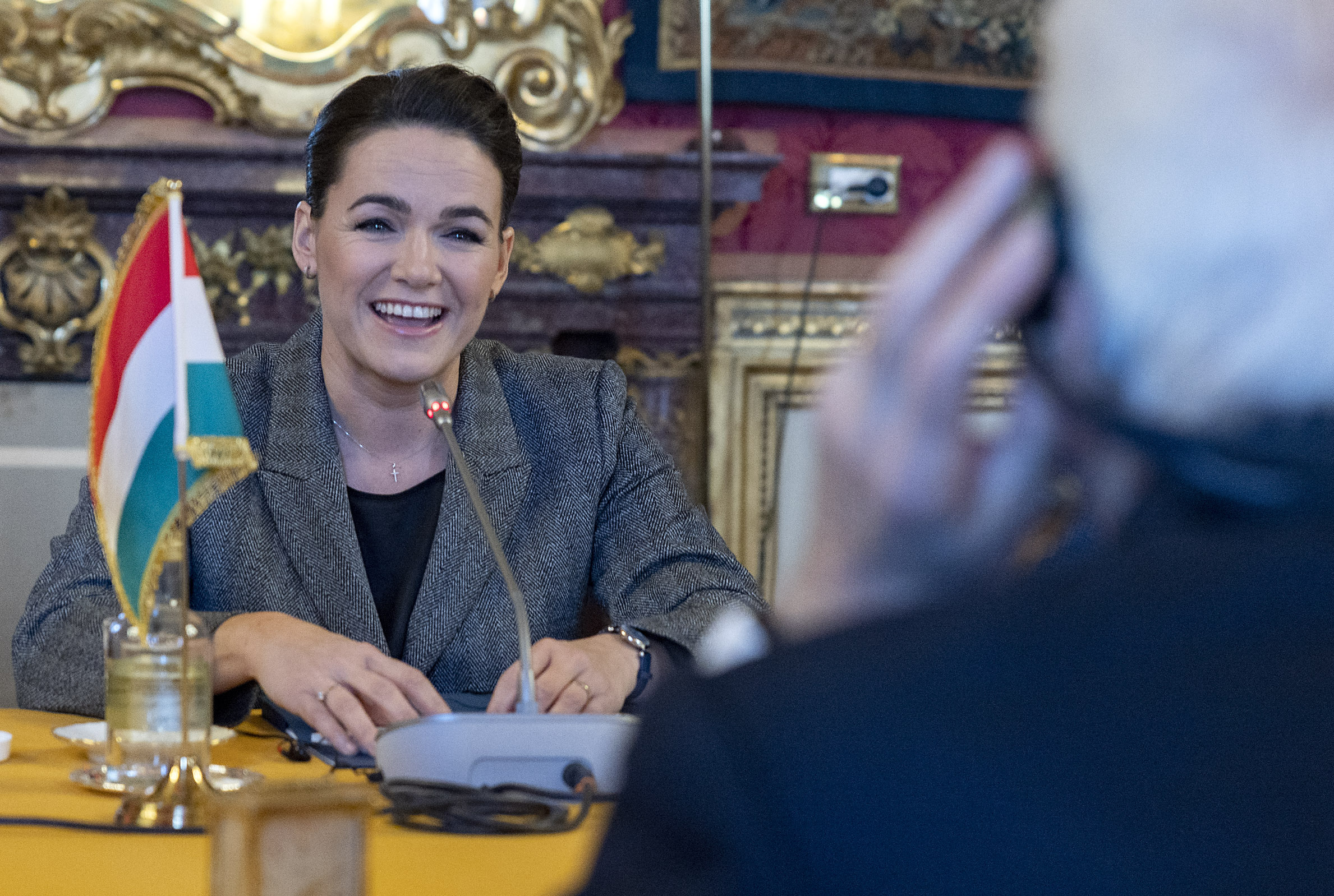
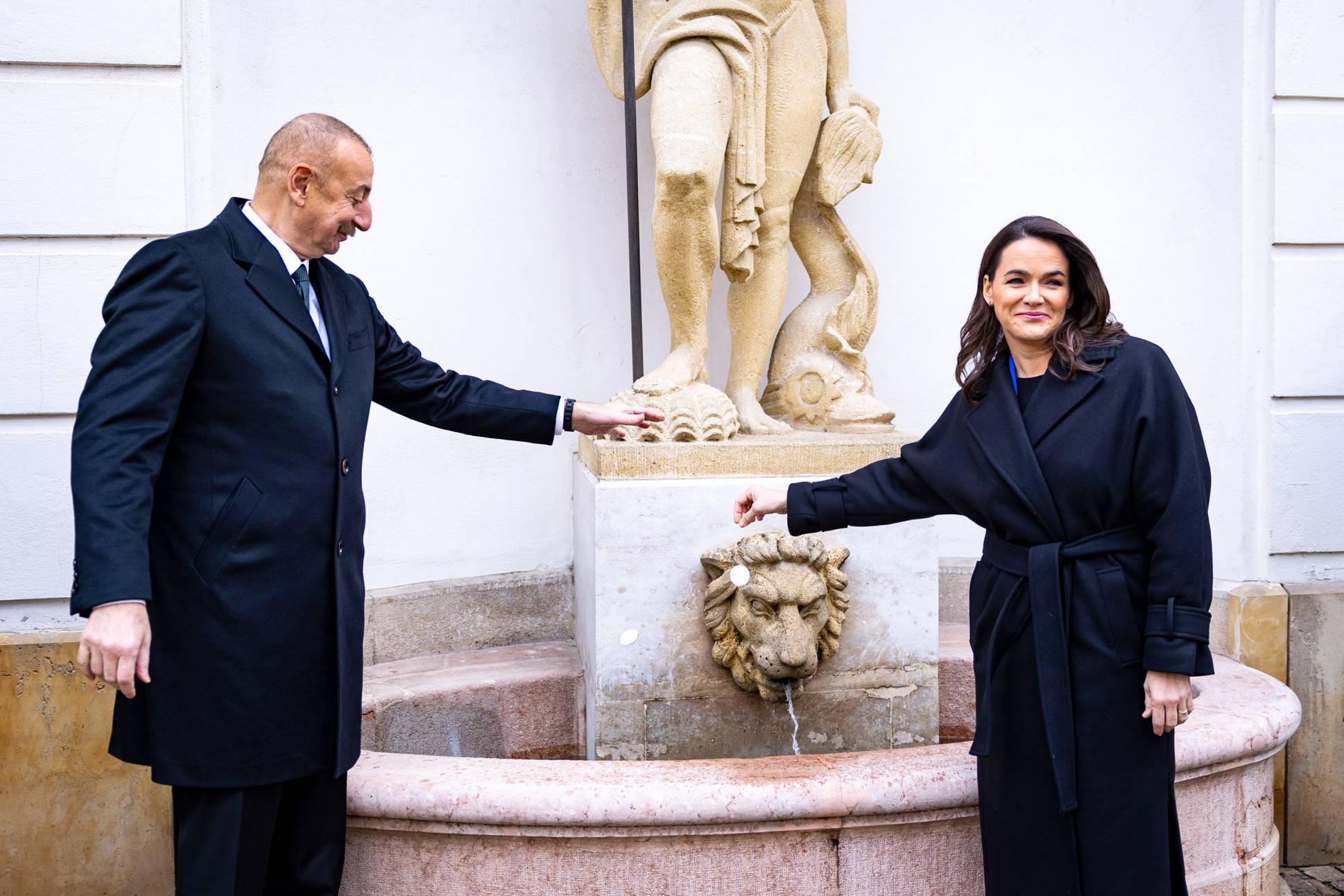
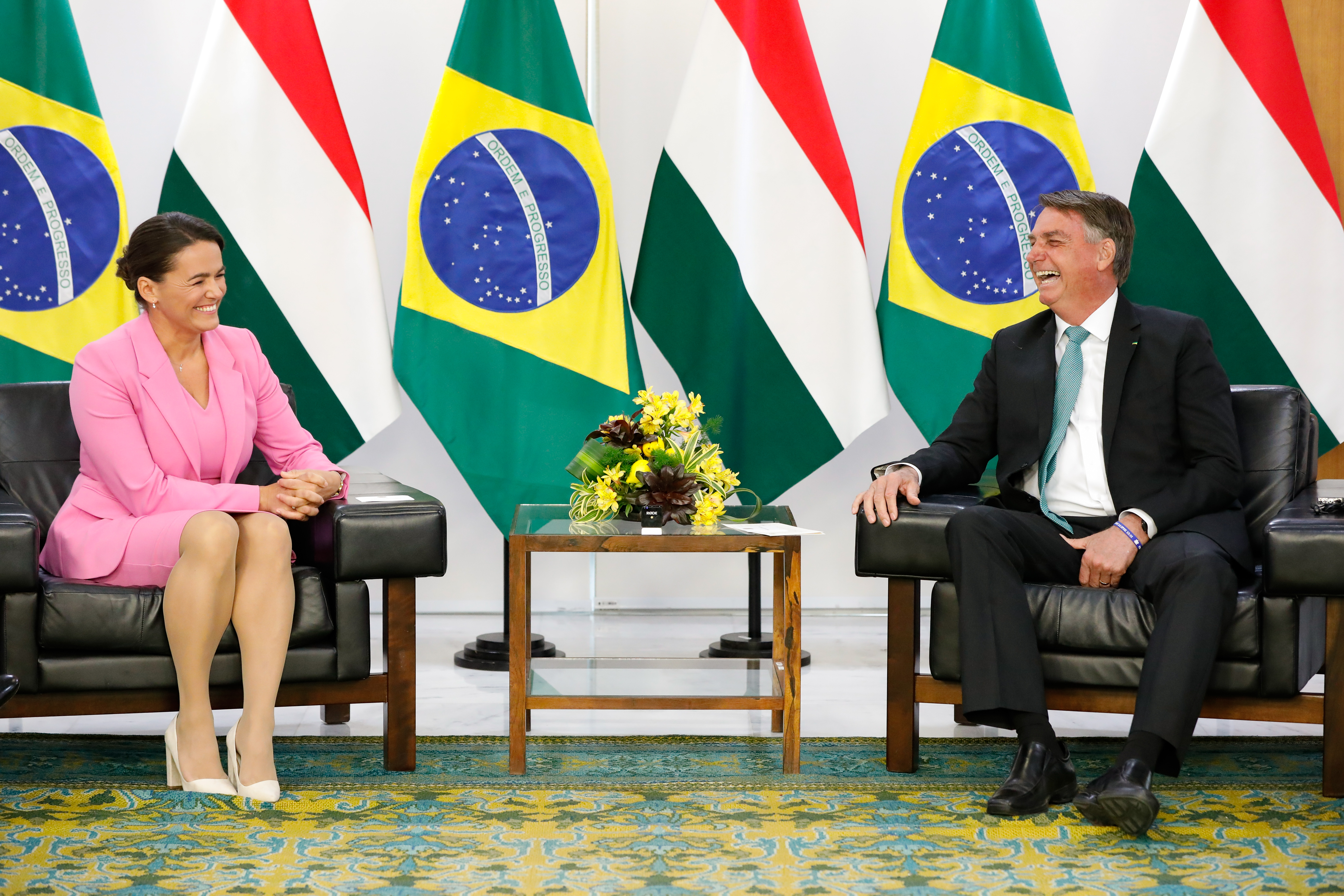
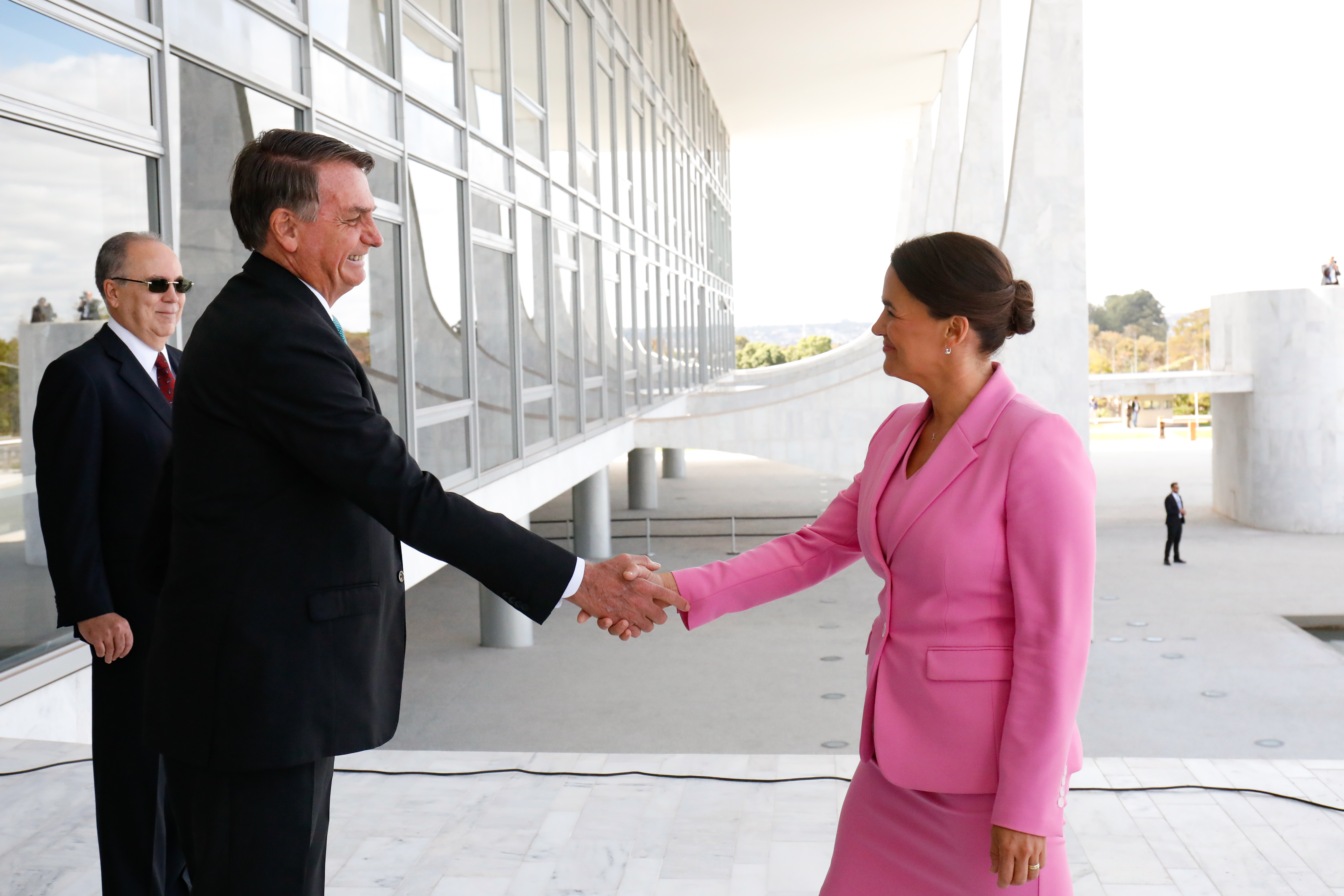
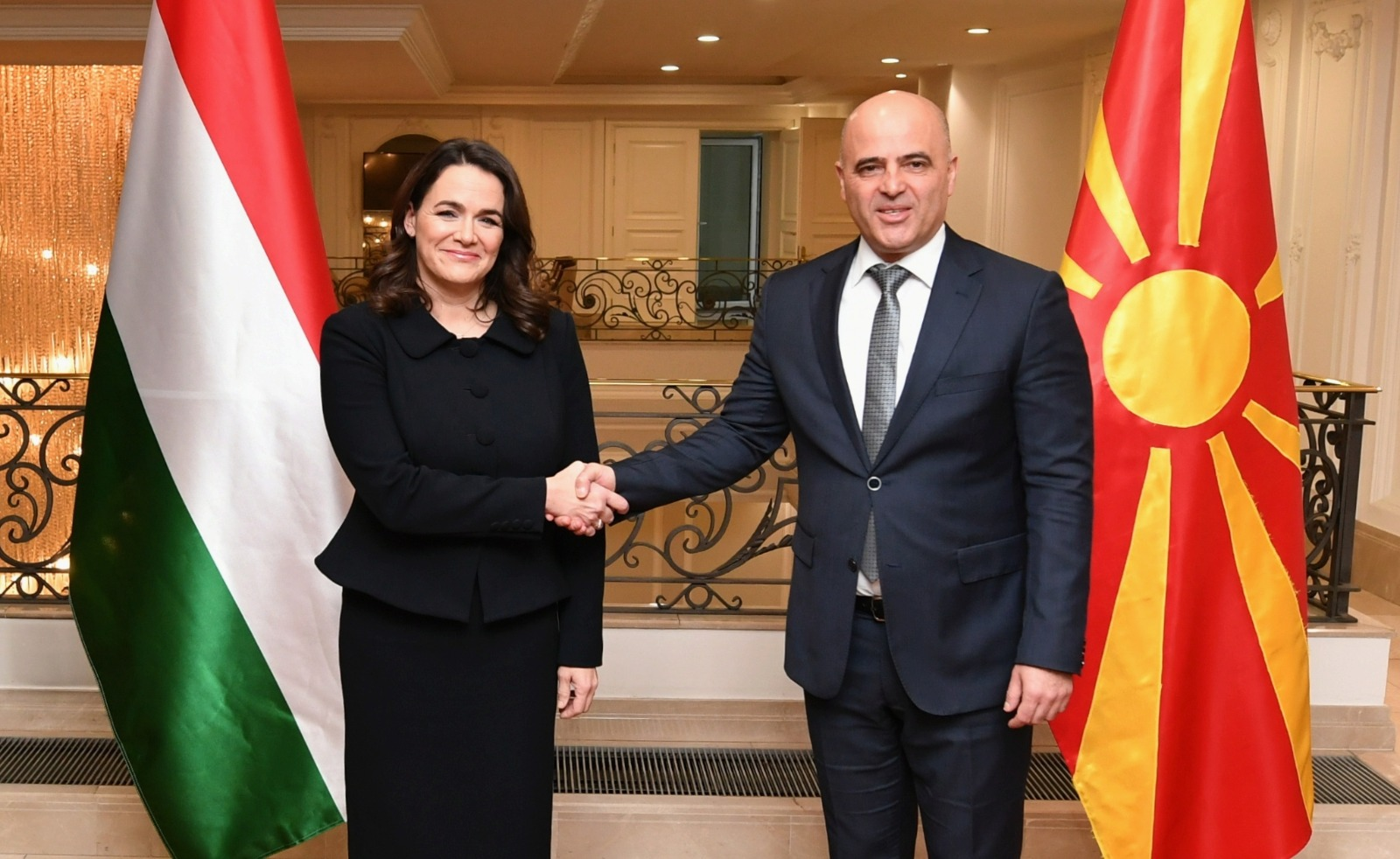
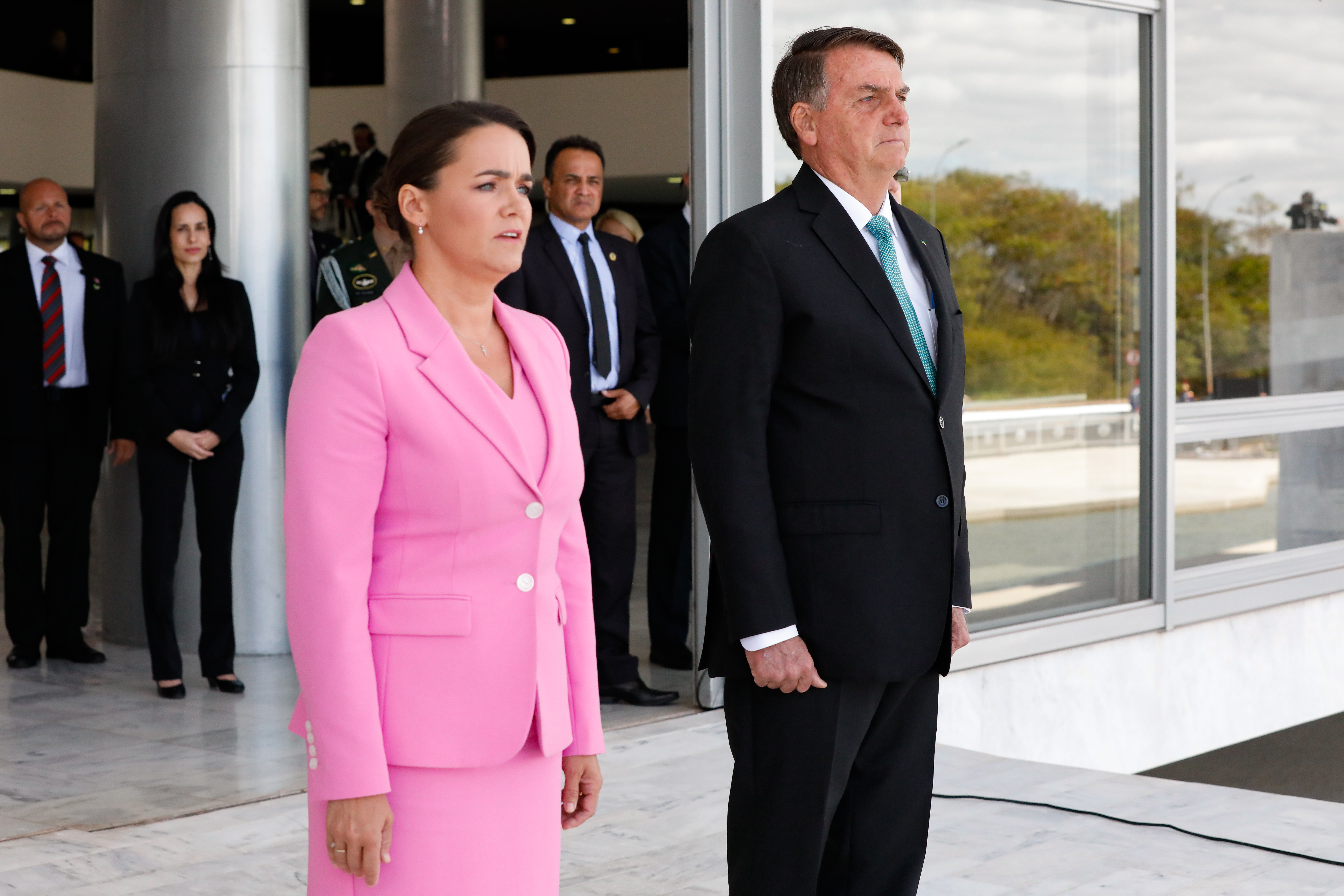
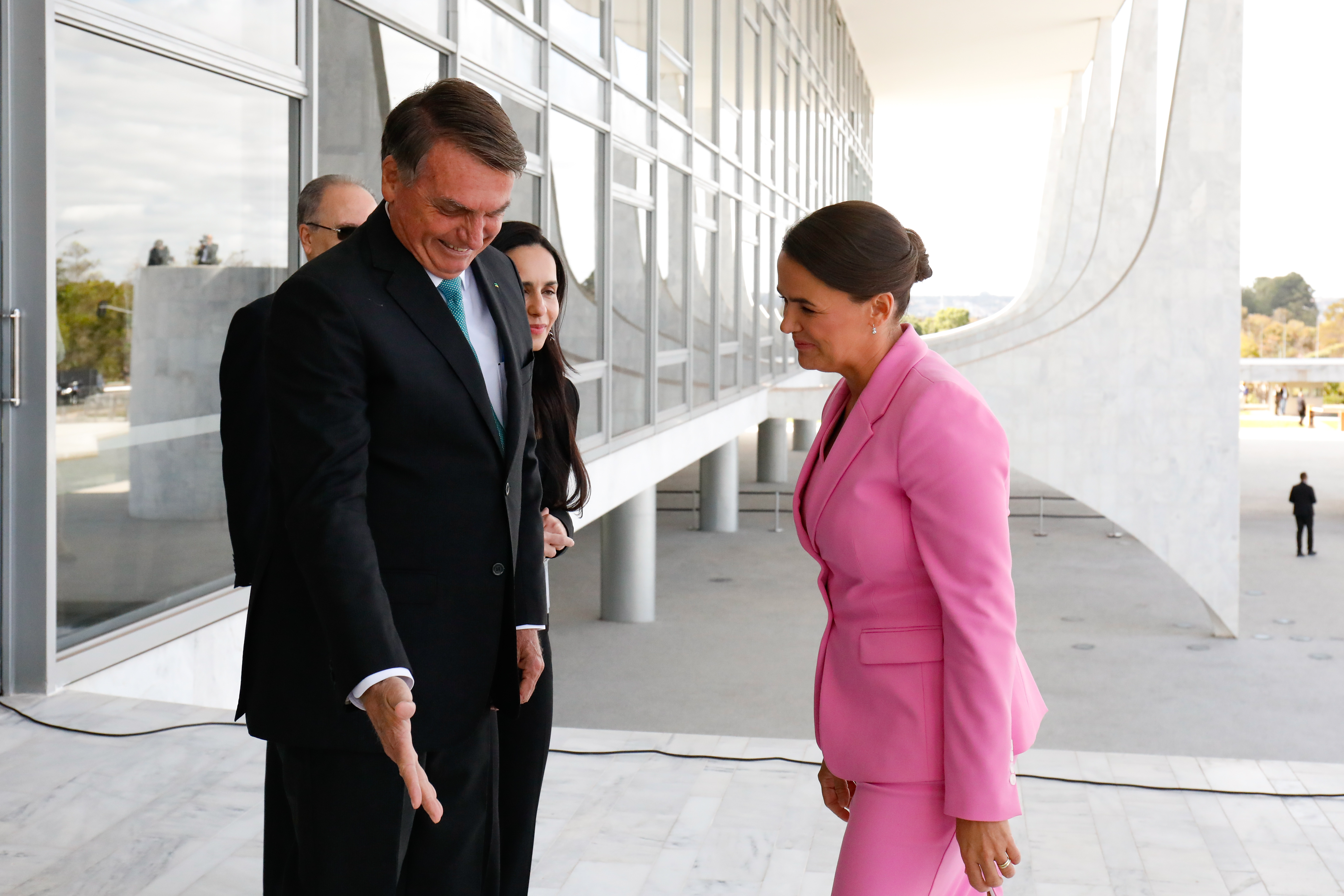
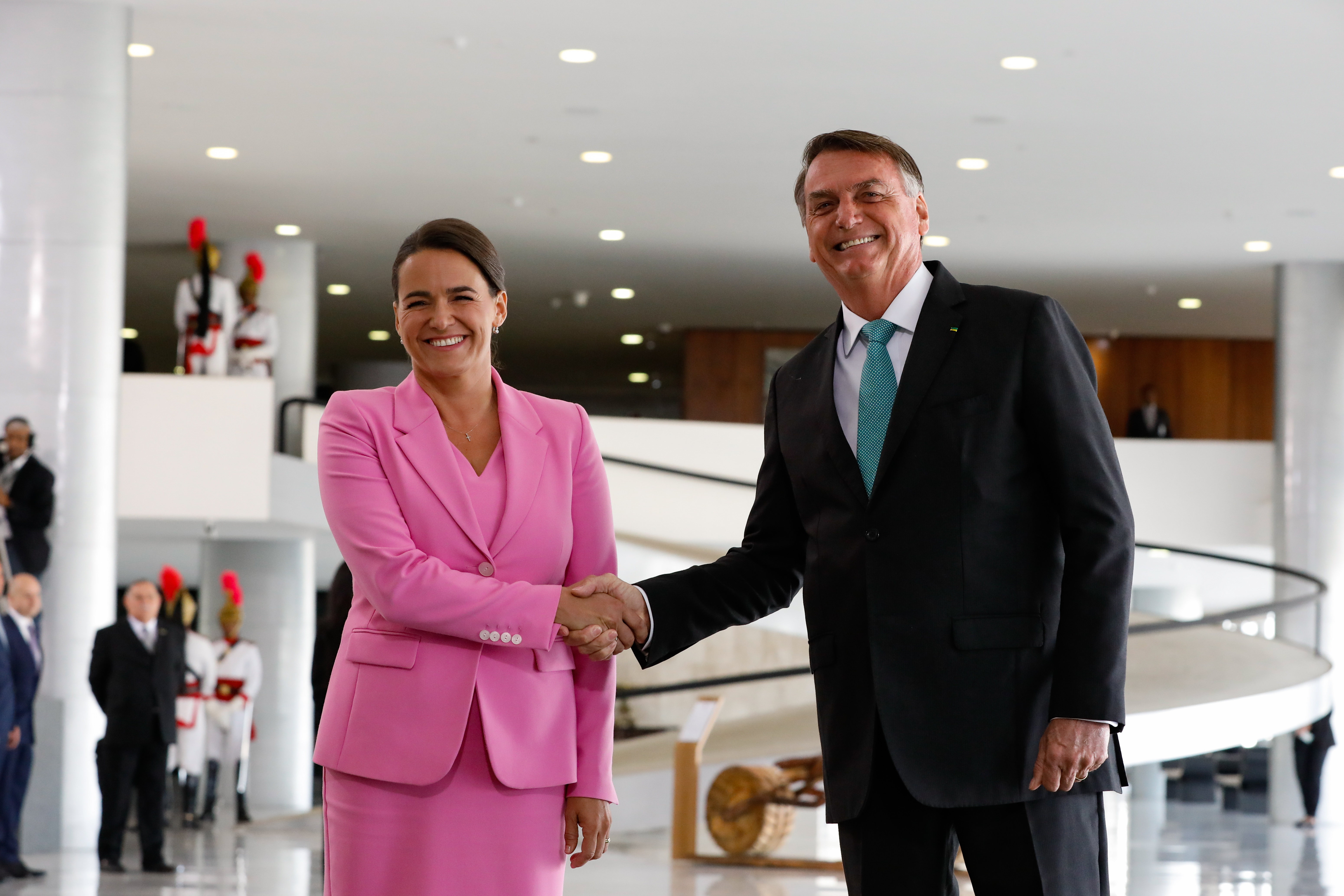
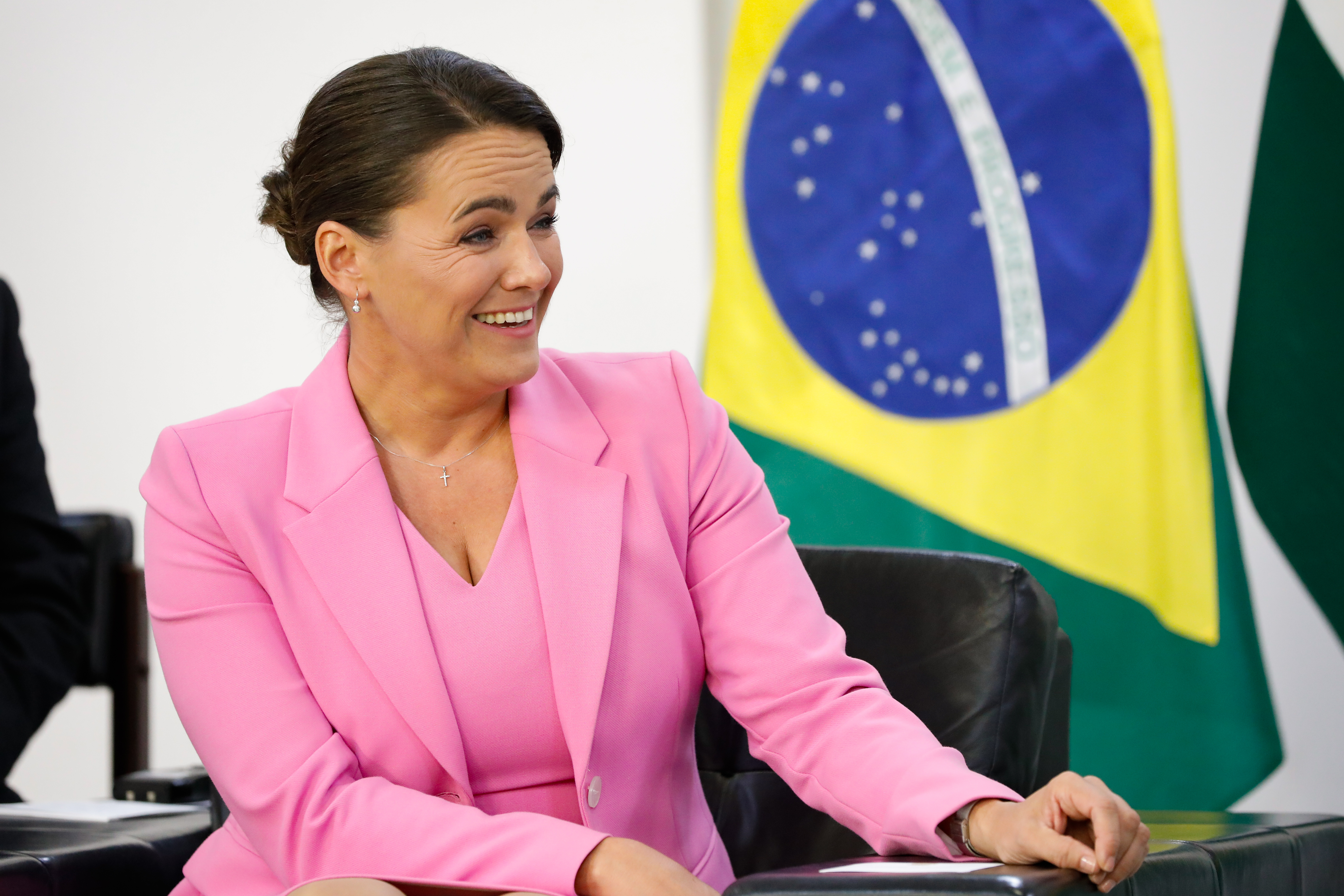
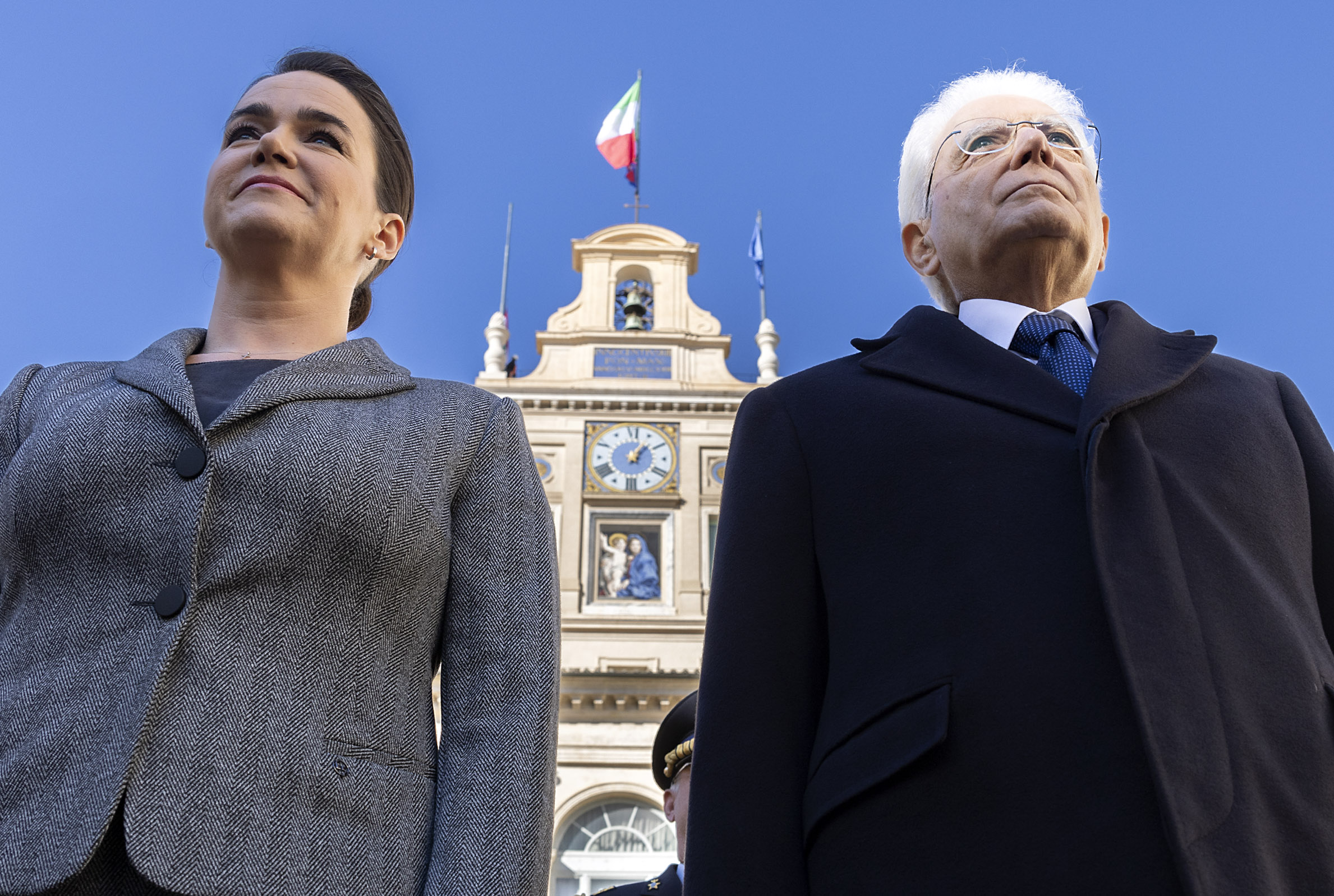
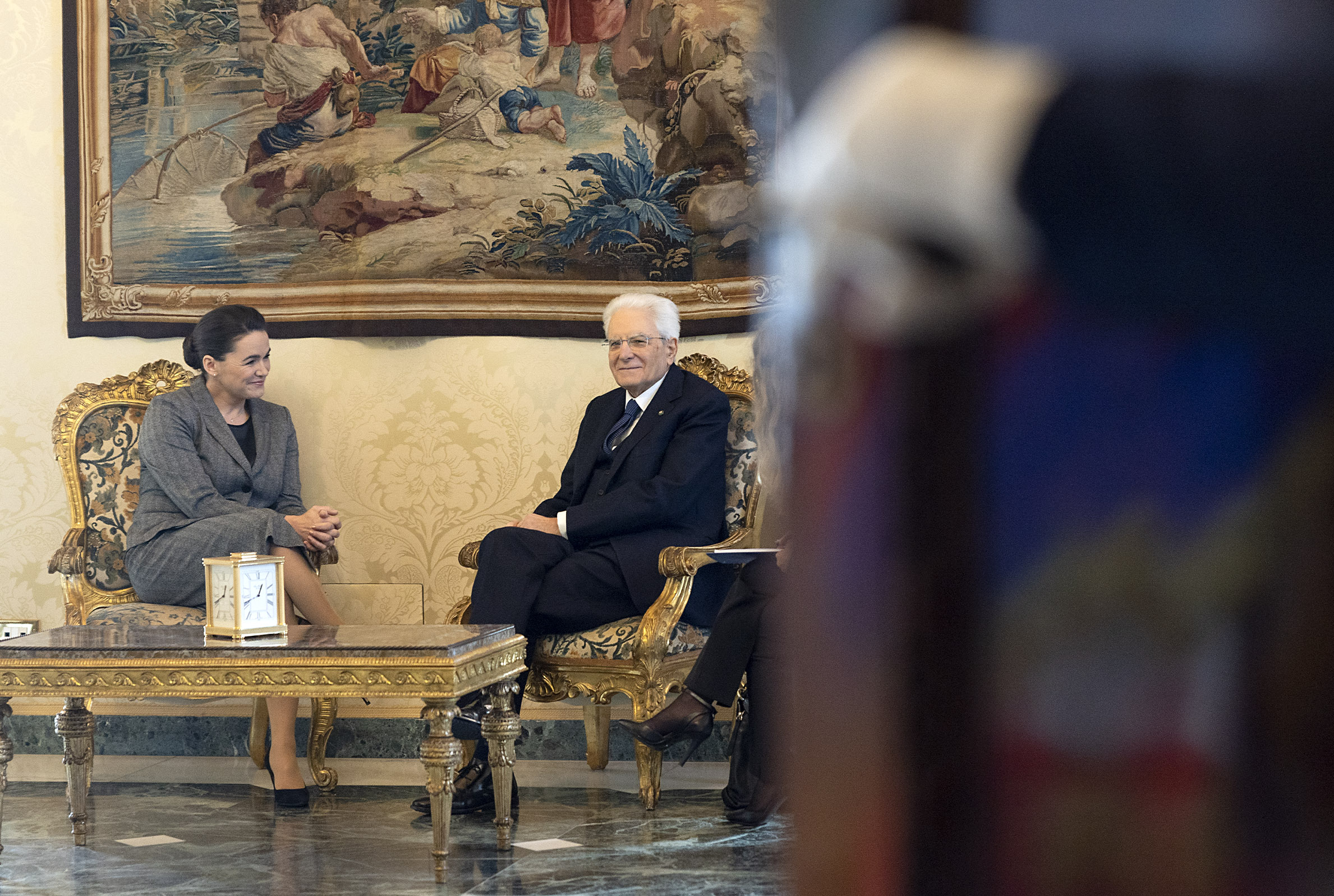

| المناصب السياسية | المناصب السياسية                 | المناصب السياسية |
| ---------------- | -------------------------------- | ---------------- |
| منصب مُستحدث      | وزير شؤون الأسرة 2020–2021       | تم إلغاء المكتب  |
| سبقه يانوس أدير  | رئيس المجر 2022 – 26 فبراير 2024 | الحالي           |